# Das Musikhotel am Wolfgangsee
Das Musikhotel am Wolfgangsee ist ein Musikfilm von Stephan Pichl. Der Film wurde am 18. Oktober 2008 in der ARD, im ORF 2 und beim Sender SF 1 ausgestrahlt.

## Handlung
Der gelernte Koch Patrick erbt von seiner Tante ein Hotel am Wolfgangsee im Salzkammergut. Das letzte Stück seiner Anreise – was gleichzeitig sein erster Eindruck von der Gegend und dem Personal ist – erfolgt im Beiwagen des Motorrads von Oberkellner Mike. Geschäftsführer Alexander von Kühn hat mit dem Hotel seine eigenen Pläne: Er möchte es gewinnbringend verkaufen. Der neue Eigentümer indes ist anderer Ansicht, und da es auf den ersten Eindruck marode erscheint, muss er das Team erst einmal motivieren, es zu einem „Musikhotel“ weiterzuentwickeln. Dabei helfen ihm neben dem Oberkellner insbesondere der Bergführer und Animateur Marc, das Stubenmädchen Francine, der Hausmeister Bodo und die ursprünglich in Alexander von Kühn verliebte Rezeptionistin Claudia. So buchen sie u. a. für den Eröffnungsabend – das Finale des Films – den Schlagersänger Semino Rossi. Die zwischenzeitliche Rahmenhandlung zeigt Patrick Lindner und Marc Pircher singend bei einer Bergwanderung, Claudia Jung und Francine Jordi singend beim Rudern über den See und Darsteller, die einen Konflikt mit ihren Gesangs- statt Sprechstimmen austragen.

## Kritik
Der Film war bereits vor der Ausstrahlung heftiger Kritik ausgesetzt. So distanzierte sich Hauptdarsteller Sascha Hehn, neben Michael Zittel der einzige echte Schauspieler der Produktion, in der Zeitschrift Focus öffentlich von der Produktion: Der Film sei billig produziert, ein Hartz-IV-Programm und unprofessionell ausgeführt. Lieber würde er für 15 Euro irgendwem den Rasen mähen, als seinen Beruf lächerlich zu machen.
Auch andere Kritiker bewerteten den Film negativ und sahen ihn als ein Beispiel für die von Marcel Reich-Ranicki angeprangerte Verflachung des Fernsehprogrammes.
Beispielsweise hielt die Zeitschrift Gong fest: „Die hübsche Idee, die Schlagerfilme der 50er- und 60er-Jahre neu zu beleben, scheitert am Handwerk: Buch, Licht, Kamera und Schnitt sind eine Katastrophe. Als volkstümliche Unterhaltungsshow akzeptabel, als inszenierter Spielfilm sicher nicht.“ Die Fernsehzeitung TV Spielfilm vergab im hauseigenen Bewertungsschema lediglich einen (von drei möglichen) Punkten für Humor und ließ die anderen Kriterien offen. Ansonsten lautete das Verdikt „Ministory rund um eine Handvoll Schlager“ in Kombination mit einem gesenkten Daumen.
In einer ausführlichen Rezension für Die Welt hielt Andre Mielke u. a. fest, dass es sich um ein „schier unfassbares Laienspiel, ein harmonisches Ineinanderfließen von konzertiertem Unvermögen“ handele. Sascha Hehn dürfe sich als einziger professioneller Schauspieler am Set damit trösten, dass „er sich von allen Beteiligten noch am wenigsten lächerlich macht“. Zudem sei es ein weiterer Pluspunkt, dass er nicht singe. Auch stecke im Drehbuch „kein bisschen Charme“.
Der Filmdienst beurteilte das Werk schlicht mit „anspruchsarm-triviale (Fernseh-)Mischung aus Heimatfilm mit Klamauk und Musikantenstadel“.
Dagegen lobte der ARD-Programmdirektor Günter Struve das Projekt als ein neues Genre, das dem deutschen Fernsehen gefehlt habe.

## Hintergrund
An der Produktion des Filmes waren der Hessische Rundfunk (HR), der Österreichische Rundfunk (ORF) und das Schweizer Fernsehen (SF) beteiligt. Nach Aussage des Schauspielers Sascha Hehn sollen die Produktionskosten bei 650.000 EUR gelegen haben. Auch soll es noch kurz vor Drehbeginn kein Drehbuch gegeben haben und die Kameraführung sei aufgrund der Verwendung von lediglich zwei kleinen Kameras, die der Landschaft nicht gerecht werden konnten, eine Katastrophe gewesen.
Die ARD hat sich bewusst entschieden, den Film aufgrund des hohen Gesangsanteils und der Art der Handlung als „Schlagerette“ zu vermarkten. Zudem wurden die Rollen der Volksmusiksänger absichtlich auf deren Vornamen ausgelegt, damit diese „noch besser mit ihrer Rolle identifizieren“ könnten und der Wiedererkennungswert beim Publikum höher sei, so der damalige ARD-Programmdirektor Struve.
Im Vorfeld der Ausstrahlung teilte die zuständige HR-Redakteurin mit, dass sie „sechs Millionen Zuschauer oder 28 Prozent Marktanteil“ erwarte. Der tatsächliche Zuspruch war dann unterhalb der Erwartungshaltung: 4,08 Millionen Zuschauern bedeuteten einen Marktanteil von 14,3 Prozent. Der Anteil der werberelevanten Zuschauer von 14–49 Jahren lag nur bei 290.000 bzw. 2,7 Prozent.